# یوجین (ایندیانا)
یوجین (به انگلیسی: Eugene) یک منطقهٔ مسکونی در ایالات متحده آمریکا است که در شهرستان ورمیلیون، ایندیانا واقع شده‌است. یوجین ۱۵۵ متر بالاتر از سطح دریا واقع شده‌است.